# 賀恩德
賀恩德，CMG，OBE[?]（1962年1月14日—），英國外交官，2009年至2013年出任英國駐緬甸大使，2016年至2020年出任英國駐香港及澳門總領事。
賀恩德畢業於曼徹斯特大學，1989年加入外交及聯邦事務部前曾任職於英國政府貿易及工業部。加入外交部後，他曾先後任職於委內瑞拉、葡萄牙和愛爾蘭等地，及後駐節緬甸期間，他於2010年見證緬甸逐步開放有限度的民主選舉，而緬甸精神領袖昂山素姬也在同年獲得釋放。出任英國駐港澳總領事前，賀恩德也曾於2013年至2014年出任外交部轄下繁榮局的商務及經濟外交司司長，以及2014年至2016年出任內閣府公務員事務組總監（領導、管治及多元策略）。他於2014年獲英廷頒授OBE勳銜，以肯定他的外交工作。

## 生平

### 早年生涯
賀恩德1962年1月14日生於英國西薩塞克斯郡普林斯特（Prinsted），父母分別名叫海軍少校丹尼斯·尼維爾·弗雷德里克·海恩（Lieutenant Commander Denis Neville Frederick Heyn，1931年－1997年）和尤娜·瑪嘉烈·安妮·史都華（Una Margaret Anne Heyn，卒於2009年）。他在家中排行最小，兩名兄長分別名叫彼得·海恩（Pieter Heyn，生於1958年）和克里斯托夫·海恩（Christopher Heyn，生於1959年）。賀恩德早年受教於白金漢郡阿默舍姆的查洛納博士文法學校（Dr Challoner's Grammar School），其後升讀曼徹斯特大學，主修政治學，獲榮譽文學士（B.A.）學位畢業。

### 外交生涯
1985年，賀恩德加入英國政府貿易及工業部，最初任職於海外貿易科，其後於1987年出任時任貿工部企業事務國務大臣麥浩德的私人秘書。1989年，賀恩德離開貿工部，並加入外交及聯邦事務部出任二等秘書，由此開展他的外交生涯。他早在任職的外交崗位包括在1991年至1994年於加拉加斯出任英國駐委內瑞拉大使館二等秘書（館務）、1994年至1996年調返外交本部出任歐盟機構政策小組組長，主管阿姆斯特丹跨政府會議事宜、以及在1996年至2000年於里斯本出任英國駐葡萄牙大使館一等秘書（政治）。
2000年至2005年，賀恩德返回外交本部出任人事司助理總監，其後於2005年至2009年於都柏林出任英國駐愛爾蘭大使館副館長兼貿易及投資總監。2009年，賀恩德獲派赴仰光接替馬克·簡寧出任英國駐緬甸大使，任內他曾經會見緬甸精神領袖昂山素姬，並向緬甸軍政府爭取無條件釋放被軟禁多年的昂山。2010年，他見證緬甸逐步開放有限度的民主選舉，而昂山也在同年獲得釋放。賀恩德在2013年卸任大使一職，其後於2014年元旦授勳名單獲英廷頒授OBE勳銜，對其工作予以肯定。
卸任駐緬甸大使後，賀恩德在2013年至2014年出任外交部轄下繁榮局（Prosperity Directorate）的商務及經濟外交司司長，以及於2014年至2016年出任內閣府公務員事務組總監（領導、管治及多元策略）。2016年至2020年，賀恩德曾接替吳若蘭出任第七任英國駐香港及澳門總領事。

## 個人生活
賀恩德在1988年娶珍·卡梅爾·穆爾維納（Jane Carmel Mulvenna）為妻，兩人育有一名女兒，名叫愛瑪（Emma，生於1994年）。賀恩德的興趣包括網球、足球、電影和卡拉OK。他是列斯聯足球會的忠實球迷，也是愛爾蘭都柏林的多尼布魯克草地網球會（Donnybrook Lawn Tennis Club）會員。

## 榮譽
- 以下列出榮譽全稱及縮寫：^ 
  - 英帝國官佐勳章（O.B.E.） （2014年元旦授勳名單[12]）
  - 聖米迦勒及聖喬治同袍勳章（C.M.G.） （2021年元旦授勳名單）

## 注腳
1. 1 2 3 4 5 6 7  "Heyn, Andrew Richard" (2012), p.1056.
2. 1 2  "Stewart, Una (Heyn) - In Memoriam" (4 February 2010)
3. ↑  "Heyn, Denis Neville Frederick" (1997)
4. ↑  "Heyn, Una Margaret Anne" (2009)
5. ↑  "Births Mar 1958: Heyn, Pieter W. M." (retrieved on 31 August 2016)
6. ↑  "Births Dec 1959: Christopher N." (retrieved on 31 August 2016)
7. 1 2 3 4 5 6 7 8  "News article: Change of Her Majesty's Consul General to Hong Kong and Macao" (25 August 2016)
8. 1 2 3  "Heyn, Andrew Richard" (2004), p.227.
9. 1 2  Murphy (13 November 2010)
10. ↑  Schiller (14 November 2010)
11. ↑  Lee (25 August 2016)
12. 1 2  "Supplement to Issue 60728 （页面存档备份，存于）", London Gazette, 31 December 2013, p.25.

## 外部連結
- 英國駐香港及澳門總領事館 （页面存档备份，存于）

| 外交職務         | 外交職務                                  | 外交職務                             |
| ---------------- | ----------------------------------------- | ------------------------------------ |
| 前任： 馬克·簡寧 | 英國駐緬甸大使 2009年－2013年             | 繼任： 安德魯·帕特里克               |
| 前任： 吳若蘭    | 第7任英國駐港總領事 2016年9月－2020年12月 | 繼任： 何思婷（署任） 戴偉紳（正任） |